# Тиме, Георгий Августович
Георгий Августович Тиме (1831 или 1832 — 1910) — российский горный инженер, заслуженный профессор математики. Брат Ивана Августовича Тиме.

## Биография
Родился 14 (26) февраля 1831 (1832?) в Златоусте в семье врача, доктора медицины Августа Ивановича Тиме (1794—1869).
В 1851 году окончил институт Корпуса горных инженеров и был направлен на Екатеринбургские заводы; в декабре 1852 года определён на Воткинский завод в Вятской губернии. В марте-сентябре 1853 года «для обозрения механических устройств и горных разработок» он был командирован на Уральские и Алтайские заводы, после чего два года находился за границей: в Фрейбургской горной академии он стажировался у Ю. Вейсбаха, слушал лекции Цейнера; в Гёттингенском университете слушал лекции математика Б. Римана; был также в Бельгии.
После возвращения в Россию стал преподавать математические науки в институте Корпуса горных инженеров (с 1866 — профессор Горного института, затем — заслуженный профессор). С 1862 года состоял также профессором Николаевской морской академии, где преподавал высшую математику, высшую алгебру, аналитическую геометрию и аналитическую механику. Короткое время состоял также преподавателем прикладной механики в Лесном институте.
Несколько раз был за границей и снова слушал лекции Римана в Гёттингене, а также лекции Вейерштрасса в Берлинском университете. В 1865 году он читал публичные лекции по теории функций мнимой переменной Римана. Тиме первым в России стал читать лекции по эллиптическим функциям.

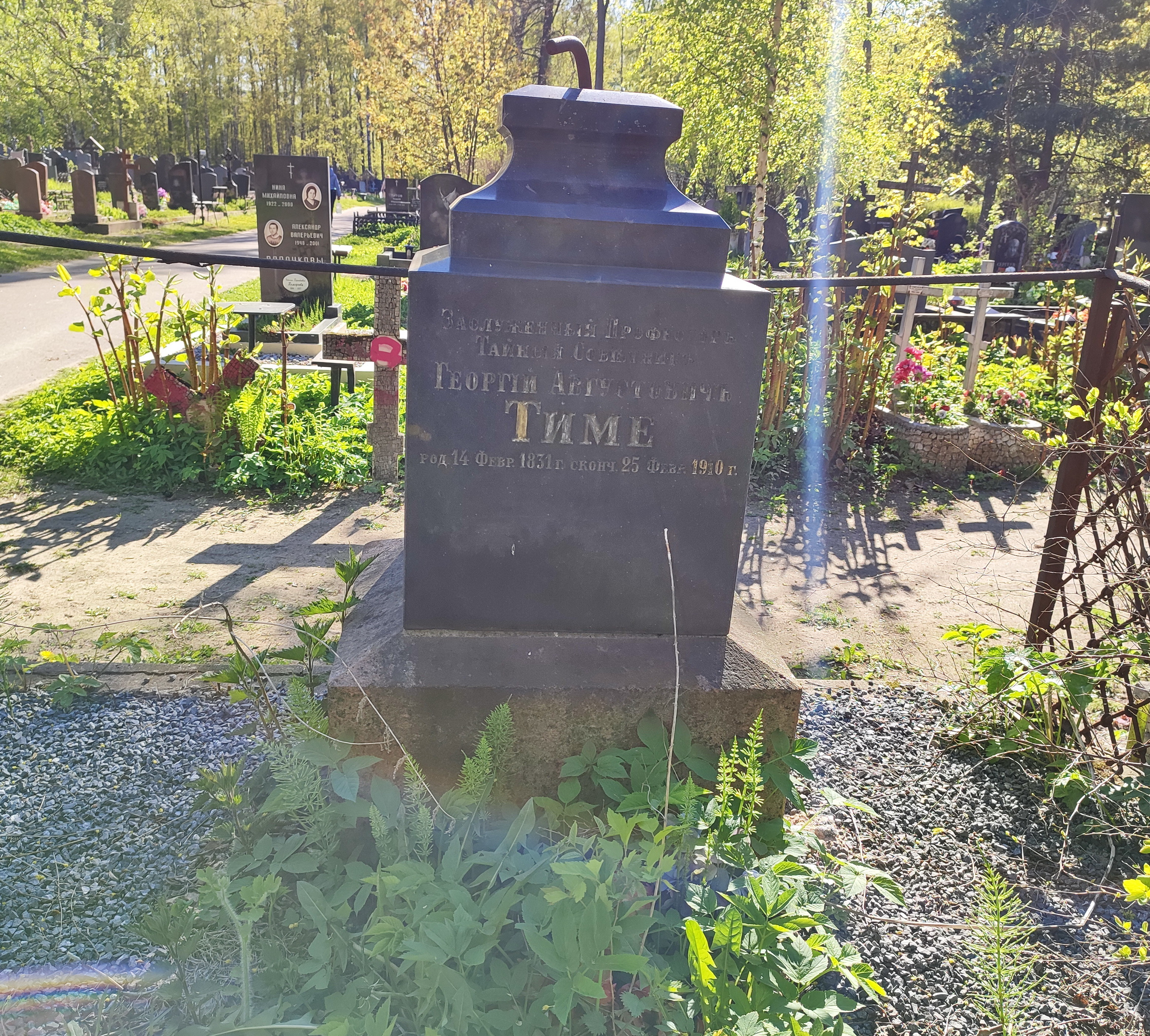
Памятник на Смоленском православном кладбище

С 1 января 1877 года — действительный статский советник, с 5 апреля 1887 года — тайный советник. Был награждён орденами Святого Станислава 1-й, 2-й с императорской короной и 3-й степеней, Святой Анны 2-й с императорской короной и 3-й степеней, Святого Владимира 3-й и 4-й степеней, а также знаком отличия беспорочной службы за XL лет. В 1902 году для студентов Горного института была учреждена премия им. Г. Тиме за лучшие работы по маркшейдерскому искусству и математике.
Был женат на дочери пастора из Фрайбурга Оттилии Богенхардт, которая после смерти мужа уехала к дочери Софье (1872—?), жившей в Италии, и умерла в 1915 году в Цюрихе. Кроме дочери в семье родились двое сыновей: Иван Георгиевич Тиме (1867—?) был морским офицером Балтийского флота, участвовал в Цусимском сражении и попал в японский плен, вышел в отставку в чине капитана 2-го ранга и до отъезда в 1918 году к сестре в Италию, был начальником Керченского училища малого плаванья; Георгий Георгиевич (1869—1918) — горный инженер.
Умер 25 февраля (10 марта) 1910 года и был похоронен на Смоленском православном кладбище.